# King Kong (romanzo)
King Kong è un romanzo fantastico-avventuroso del 1932 scritto da Delos W. Lovelace (anche se spesso è attribuito erroneamente al romanziere Edgar Wallace, autore della prima stesura della sceneggiatura del film), trasposizione letteraria del film King Kong del 1933.
Il romanzo fu pubblicato a puntate sulla rivista pulp Mystery Magazine nel 1932 e in forma di libro in quello stesso anno da Grosset & Dunlap, poco prima che fosse distribuito il film.
È stato pubblicato in italiano per la prima volta nel 1971. Attualmente, il romanzo è di pubblico dominio.

## Trama
Il libro si apre con sir Charles Weston, un produttore cinematografico, che spiega al regista Carl Denham che nessuna attrice voleva essere ingaggiata per dei luoghi comuni; Denham, alla notizia, si mette a cercare in città. Passeggiando vede una donna che tenta di rubare una mela, ma che viene bloccata dal venditore ambulante; Denham, colta la palla al balzo, offre al primo dei soldi e riesce ad ingaggiare la ragazza, di nome Ann Darrow.
L'indomani partono a bordo della nave Venture, capitanata da Englehorne e dal suo secondo, Jack Driscoll, che successivamente s'innamora di Ann. Una volta arrivati sull'Isola del Teschio, Ann viene rapita dai nativi e viene offerta a Kong, un gigantesco gorilla venerato come un dio, che invece di ucciderla la salva dalle bestie.
Un gruppetto di dodici uomini, guidati da Denham, da Jack e dal secondo ufficiale del Venture, Hayes, tentano di salvarla, ma vengono uccisi da Triceratopi, Brontosauri, dallo stesso Kong e da ragni giganti.
Carl, sotto pressioni di Jack, scappa e tutti muoiono, persino Hayes; solo Jack si salva, che raggiunge e mette al sicuro la ragazza. Vengono così inseguiti da Kong, che infine viene catturato da Denham.
Il gorilla viene portato per essere esibito in uno spettacolo a New York, ma si libera e scatena il panico; riesce anche a rapire Ann, nella stanza di un hotel. Jack però riesce a salvare la ragazza, mentre Kong viene alla fine abbattuto da degli aeroplani militari mentre stava in cima all'Empire State Building.

## Personaggi
- Jack Driscoll; protagonista e amante di Ann; verrà salvata da lui.
- Ann Darrow; viene trovata da Denham mentre ruba una mela e ingaggiata come attrice per il suo film.
- Carl Denham; famoso regista, nel tentativo di girare il suo film riesce a catturare Kong, che scatenerà il caos in città dopo essersi liberato.
- Capitano Englehorn; capitano della nave; mastica sempre tabacco.
- Sig. Hayes; primo ufficiale della nave; è tra i marinai che vengono uccisi dai Ragni giganti.
- Charles Weston; agente teatrale di Denham e produttore cinematografico; compare brevemente all'inizio.
- Jimmy; marinaio della nave Vagabondo; probabilmente è fra i marinai che periscono nel capitolo del tronco.
- Lumpy; marinaio anziano e cuoco di bordo.
- Guardia; guardia del porto, menzionata nei primi capitoli.

## Altre versioni e sequel
- Tra il 2003 e il 2005 è stato scritto e pubblicato un sequel ufficiale del romanzo, scritto da Russell Blackford e intitolato Kong Reborn. Ambientato in un periodo di tempo che va dal 1999 alla fine degli anni 2000, il romanzo racconta della clonazione di Kong da parte di Jack Denham, genetista miliardario nipote di Carl Denham.

- Nel 2005 il romanzo è stato recuperato da Brian Strickland, che lo ha revisionato allo scopo di renderlo più moderno dal punto scientifico ed espanso con capitoli aggiuntivi. Questa versione, illustrata da Joe DeVito, è stata ripubblicata con il titolo di Merian C. Cooper's King Kong.

- Lo stesso anno Strickland ha inoltre scritto Kong: King of Skull Island, romanzo diviso in due parti che svolge da prequel - raccontando le origini di Kong - e da sequel, raccontando eventi successivi alla sua riedizione del romanzo. Anche questo libro si avvale delle illustrazioni di Joe DeVito.

- La riscrittura del romanzo da parte di Strickland ha dato inizio a un franchise di proprietà di Joe DeVito, il quale conta diversi romanzi e fumetti (tra cui un adattamento a fumetti di Kong: King of Skull Island, un prequel a fumetti e alcuni crossover con altri famosi personaggi e franchise - come Doc Savage, Tarzan e Il pianeta delle scimmie).

## Edizioni italiane
- Edgar Wallace, King Kong, Oscar Mondadori, 1997, pp.152, ISBN 88-04-55401-0
- Edgar Wallace, King Kong, Oscar Mondadori, 2005, pp.152, ISBN 88-04-55401-0